# Sundakerta
Sundakerta is een bestuurslaag in het regentschap Tasikmalaya van de provincie West-Java, Indonesië. Sundakerta telt 3557 inwoners (volkstelling 2010).